# Siphonophora panamensis
Siphonophora panamensis är en mångfotingart som beskrevs av Loomis 1961. Siphonophora panamensis ingår i släktet Siphonophora och familjen Siphonophoridae. Inga underarter finns listade i Catalogue of Life.